# Corjova (Criuleni)
Corjova è un comune della Moldavia situato nel distretto di Criuleni di 2.589 abitanti al censimento del 2004